# Les Cluses
Les Cluses település Franciaországban, Pyrénées-Orientales megyében. Lakosainak száma 258 fő (2022. január 1.). Les Cluses Montesquieu-des-Albères, L’Albère, Le Perthus és Maureillas-las-Illas községekkel határos.

## Népesség
A település népességének változása:
| Lakosok száma | 259  | 260  | 254  | 242  | 233  | 234  | 232  | 233  | 258  |
|               | 2013 | 2015 | 2016 | 2017 | 2018 | 2019 | 2020 | 2021 | 2022 |